# وانگ او
وانگ او (چینی: 王鸥; پین‌یین: Wáng Ōu؛ زادهٔ ۲۸ اکتبر ۱۹۸۲) همچنین با نام آنجل وانگ (انگلیسی: Angel Wang) نیز شناخته می‌شود، بازیگر و مدل اهل چین است. او به خاطر ایفای نقش در نیروانا در آتش شناخته می‌شود.